# Sleeping Fires
Sleeping Fires é um filme de drama mudo norte-americano de 1917, dirigido por Hugh Ford e estrelado por Pauline Frederick. É agora um filme perdido.

## Elenco
- Pauline Frederick - Zelma Bryce
- Maurice Steuart
- Helen Dahl - Helen King
- Thomas Meighan - David Gray
- Joseph W. Smiley - Joe Giles
- John St. Polis - Edwin Bryce